# Hitlerjugend

Flaga Hitlerjugend

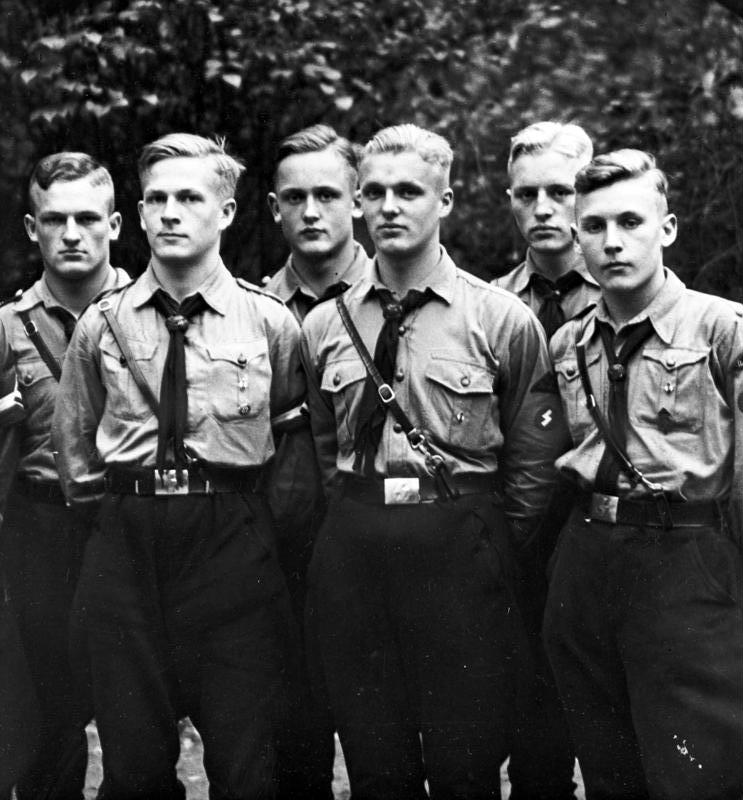
Grupa członków HJ wybrana przez Urząd Polityki Rasowej NSDAP

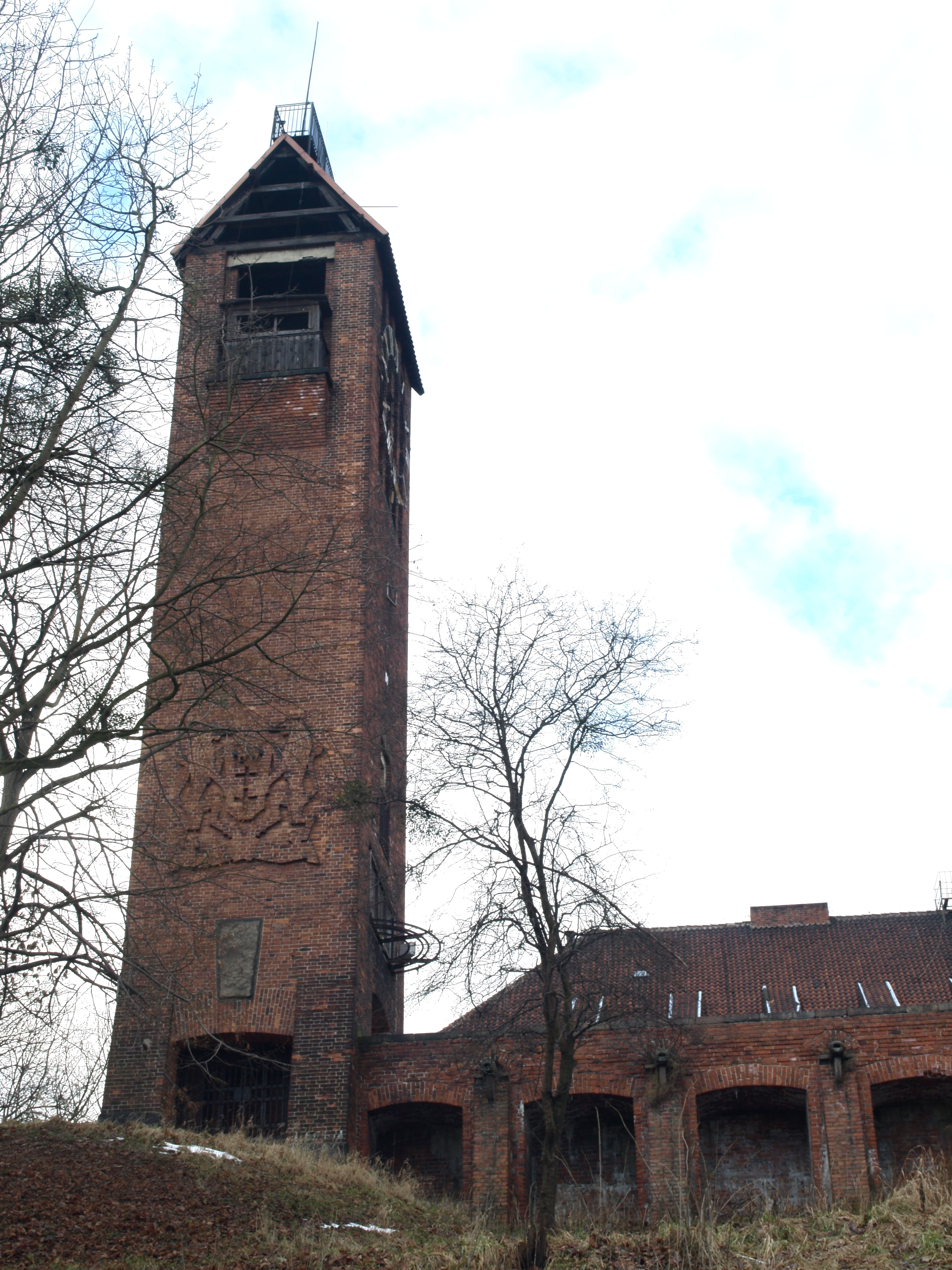
Dawne schronisko HJ w Gdańsku, obecnie siedziba policji

Hitlerjugend (oficjalnie pisane jako Hitler-Jugend, w skrócie HJ., pol. dosł. „Młodzież Hitlera”) – niemiecka organizacja młodzieżowa NSDAP zorganizowana na wzór paramilitarny w 1922 roku jako przybudówka Oddziałów Szturmowych (SA).

## Historia

### Powstanie
Pierwszą organizacją młodzieżową związaną z partią nazistowską była Jugendbund der NSDAP. Utworzona została 8 marca 1922 roku przez Nationalsozialistische Deutsche Arbeiterpartei (NSDAP), a jej inauguracyjne spotkanie odbyło się 13 maja tego samego roku. W kwietniu 1924 roku Jugendbund przemianowano na Grossdeutsche Jugendbewegung (Wielkoniemiecki Ruch Młodzieżowy).
Inną młodzieżową grupą założoną w 1922 roku była Jungsturm. Powstała w Monachium, by służyć szkoleniu i rekrutowaniu przyszłych członków SA.
Po nieudanym puczu monachijskim w 1923 roku grupy nazistowskiej młodzieży pozornie zostały rozwiązane, jednak w rzeczywistości zeszły do podziemia, gdzie wiele osób działało pod przybranymi imionami. 4 lipca 1926 roku
Großdeutsche Jugendbewegung (GDJB) oficjalnie przemianowano na Hitlerjugend, Bund deutscher Arbeiterjugend. Wydarzenie to miało miejsce rok po reorganizacji samej partii nazistowskiej. Architektem głównych przemian był Kurt Gruber, student prawa i wielbiciel Hitlera.
Do 1930 roku do Hitlerjugend zwerbowano 25 000 chłopców od 14 lat wzwyż. Wtedy także ustanowiono Deutsches Jungvolk dla chłopców w wieku od 10 do 14. Dziewczęta od 10 do 18 lat mogły wstępować do własnej organizacji Bund Deutscher Mädel.
Znaczący rozwój organizacji zaczął się na początku lat 30., kiedy Baldur von Schirach został jej pierwszym przywódcą a znaczne sumy pieniędzy, które na nią przeznaczano przyspieszyły jej dalszy wzrost.
1 grudnia 1936 roku uchwalona została Ustawa o Hitlerjugend [sic] (Gesetz über die Hitlerjugend), stwierdzająca, że „Cała niemiecka młodzież z terenu Rzeszy jest skupiona w Hitlerjugend”. Drugie rozporządzenie wykonawcze do Ustawy o Hitler-Jugend, z dn. 25 marca 1939, określało z kolei, że do pełnienia służby w HJ zobowiązani byli wszyscy młodociani Niemcy od 10. do ukończenia 18. roku życia (poza niezdolnymi z przyczyn zdrowotnych czy formalnych), zaś opiekunowie powstrzymujący młodocianych od służby w HJ zagrożeni byli karą grzywny bądź więzienia.
W latach 30. członkowie Hitlerjugend utrzymywali kontakty z polskimi harcerzami (m.in. latem 1937 odwiedzili Cmentarz Obrońców Lwowa).

### Podczas II wojny światowej
W 1940 roku Artur Axmann zastąpił Baldura von Schiracha na stanowisku Reichsjugendführera i przejął dowództwo nad organizacją. Zaczął przekształcać HJ w wojskowe siły pomocnicze, które mogłyby wykonywać zadania zarezerwowane dotychczas dla armii. Wprowadzenie zmian sprawiło, że młodzież zaczęła działać w brygadach strzeleckich, pomagała w zbombardowanych przez aliantów miastach i zajmowała się obroną przeciwlotniczą.
W 1943 roku z powodu ogromnych strat wojskowych nazistowscy przywódcy zdecydowali, że HJ zostanie przekształcone w wojskową rezerwę. W tym samym roku utworzono 12 Dywizję Pancerną SS „Hitlerjugend”, pod dowództwem Brigadeführera SS Fritza Witta. Dywizja była w pełni wyposażona, a większość jej żołnierzy stanowili chłopcy w wieku 16–18 lat. W czasie alianckiej inwazji w Normandii wysłano ją na północ Caen, przeciw brytyjskim i kanadyjskim siłom. Po kilku miesiącach zaciętych walk dywizja znana już była z bezwzględności i fanatyzmu. Kiedy Witt zginął, dowództwo przejął Kurt Meyer, który w wieku 33 lat stał się najmłodszym dywizyjnym dowódcą.
Pod koniec wojny, kiedy Niemcy ponosili coraz więcej ofiar, a rezerwy były na wyczerpaniu, do HJ wcielano coraz młodsze dzieci. W 1945 roku w szeregach Volkssturmu byli nawet 12-latkowie. Podczas bitwy o Berlin HJ stanowiła główną część ostatniej linii obrony. Chociaż dowódca obrony miasta, generał Helmuth Weidling, nakazał Axmannowi rozwiązanie bojowych formacji HJ, rozkaz ten nigdy nie został wykonany.

### Po wojnie
Po zakończeniu wojny władze alianckie w ramach denazyfikacji rozwiązały Hitlerjugend, choć sama organizacja nie została uznana za przestępczą. Niektórzy członkowie HJ byli podejrzewani o zbrodnie wojenne, ale ponieważ byli dziećmi, żadne poważne zarzuty nie zostały im postawione. Alianci osądzili za to wielu dowódców HJ, a Baldura von Schiracha skazali na 20 lat więzienia (jednak głównie za zbrodnicze działania, których dopuścił się jako Gauleiter Wiednia, a nie za przywództwo w HJ).

## Przynależność
W HJ istniał podział na grupy wiekowe:
- 10–14 lat:
  - chłopcy jako „Pimpfe”[9] w Deutsches Jungvolk in der HJ (DJ)[3][4];
  - dziewczynki w Jungmädel in der HJ lub Jungmädelbund in der HJ[3].
- 14–18 lat:
  - chłopcy w HJ[3][4];
  - dziewczęta w Bund Deutscher Mädel in der HJ, później Mädelbund in der HJ (BDM) – Związek Dziewcząt Niemieckich; wraz z wprowadzeniem BDM-Werk Glaube und Schönheit okres służby w BDM skrócono do 17. roku życia[3][4].
- 17–21 lat:
  - młode kobiety w służbie BDM-Werk Glaube und Schönheit – Wiara i Piękno.

Wychowanie HJ było wzorowane na spartańskiej agoge.
Na przełomie 1933 i 1934 roku przywódcy Hitlerjugend zwrócili się również do Związku Harcerstwa Polskiego w Niemczech z żądaniem przystąpienia polskich harcerzy do swojej organizacji jako „autonomiczna grupa mniejszościowa”. W razie odmowy zagrozili rozwiązaniem harcerstwa polskiego na terenach Niemiec . Związek Harcerstwa Polskiego w Niemczech trzykrotnie odmawiał na podobne apele ze strony Hitlerjugend.

## Charakter i zadania

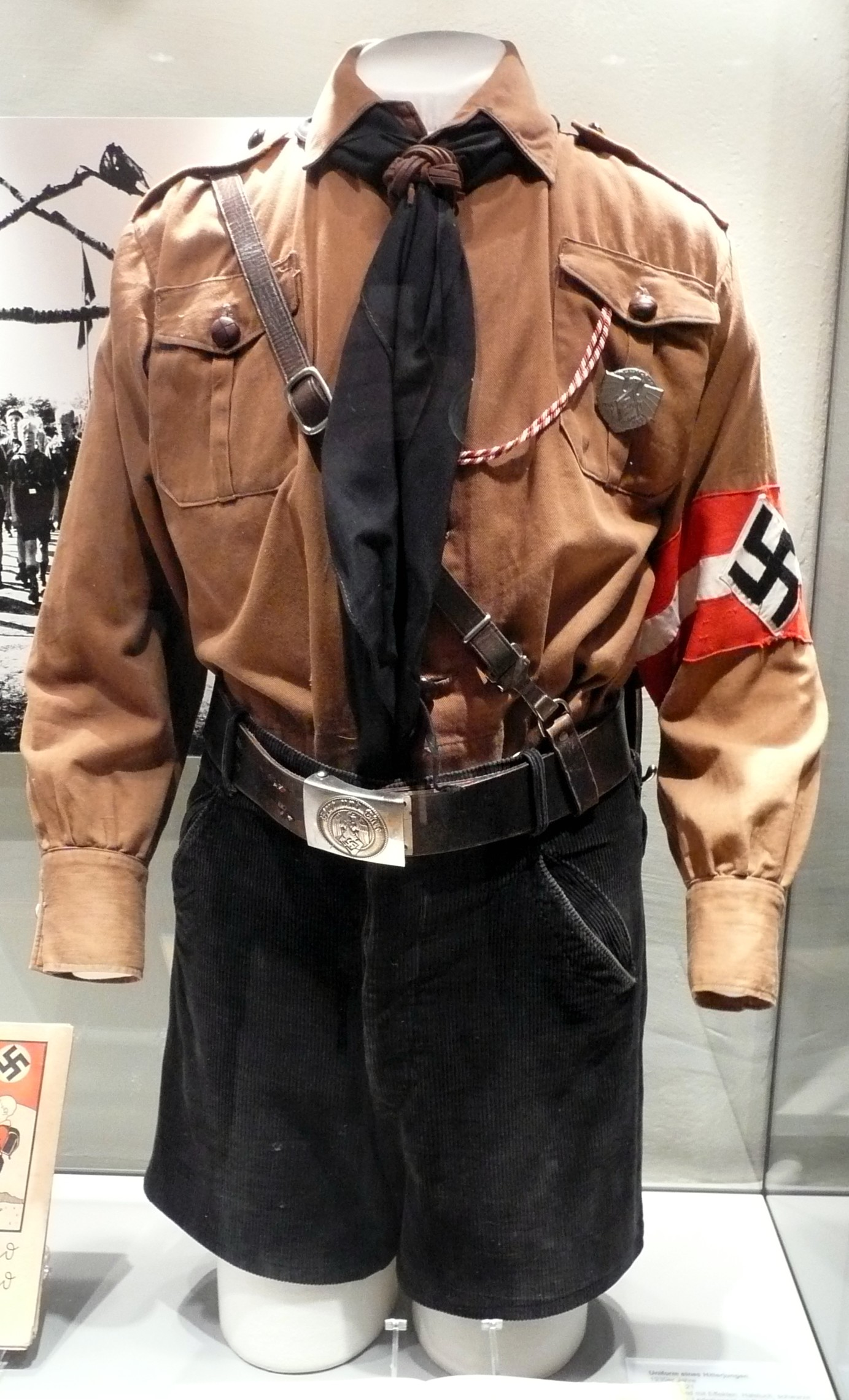
Mundur Hitlerjugend

Od 1936 roku obowiązywała, zaostrzona jeszcze w 1938 roku, ustawa o obowiązkach młodzieży. Zgodnie z nią, każdy chłopiec i każda dziewczynka przyjmowani byli w wieku 10 lat do DJ, a w wieku 14 lat wstępowali do HJ bądź do BDM.
NSDAP kreowała się jako partia młodych i dlatego na przywódcę HJ wyznaczony został w 1931 roku 24-letni Baldur von Schirach – Dowódca Młodzieży Rzeszy. Ten kierunek wyrażały artykuły Gregora Strassera Starzy, zróbcie nam miejsce!, a także Baldura von Schiracha: NSDAP – to partia młodzieży!. W latach 1939–1945 członkowie HJ i BDM pełnili wojskową służbę pomocniczą.
Hitlerjugend promował kult silnej i zdrowej germańskiej rasy, stąd duży nacisk kładziono na ćwiczenia fizyczne i wojskowe połączone z dyscypliną i kultem jednostki.
Jedną z popularnych „gier”, w które na manewrach grali członkowie HJ, był odpowiednik współczesnej gry w zdobywanie flagi. Gra ta zazwyczaj odbywała się bez reguł (poza zakazem zabijania i okaleczania) i kończyła się brutalną bijatyką z udziałem nawet najmłodszych członków HJ. W ten sposób uczono ich odporności na ból i bezwzględności w dążeniu do celu wyznaczonego przez ich dowódców.
Dziewczęta przygotowywano do roli niemieckich matek i żon. Kobieta miała być strażniczką rodu, dziedzictwa, rasy i krwi, cnót domowych oraz kapłanką rodziny i narodu.
Młodzieży wpajano poczucie wyższości, posługiwano się w tym celu własnym kodeksem honorowym, organizacja posiadała sztandary, hymny oraz męczenników, którzy zginęli w walce z przeciwnikami politycznymi. Organizowano akcje pomocy żniwnej, zbiórki złomu, akcje pomocy zimowej, zbiórki odzieży używanej. Ćwiczono się w posługiwaniu bronią, organizowano marsze, uczono posługiwania się mapą. Młodzież miejską z HJ wysyłano na obowiązkowe szkolenia na wieś (Landjahr).

## Liczebność

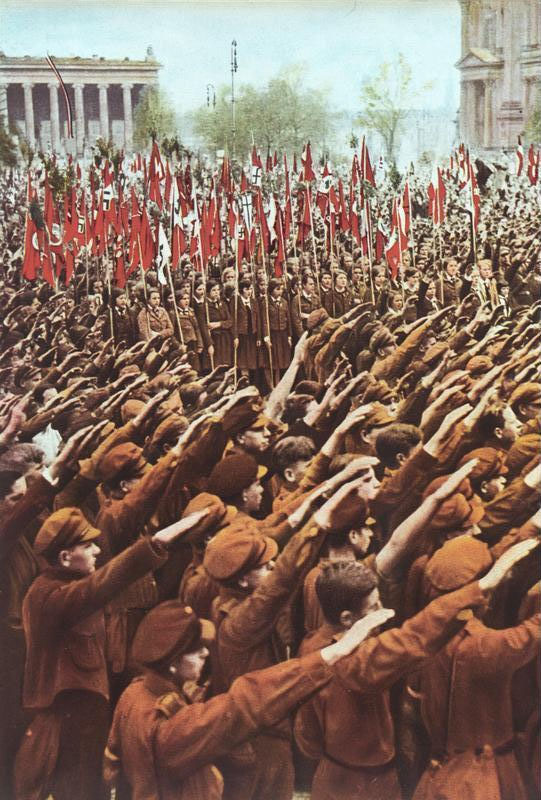
Członkowie Hitlerjugend pozdrawiają führera salutem rzymskim na Lustgarten w Berlinie

W założeniach indoktrynacja ideami narodowego socjalizmu miała objąć całą młodzież niemiecką. W 1936 skupiono 5,4 mln osób, w 1938 7 mln, ale nie osiągnięto powszechności i dlatego w marcu 1939 ogłoszono nabór obowiązkowy (na mocy specjalnych przepisów przynależność do HJ stała się w praktyce obowiązkowa).
W 1937 do HJ należało 90% chłopców. Przynależność wiązała się z ponoszeniem sporych kosztów na składki, mundury, wycieczki, szkolenia itp.
Rozwój liczebny:
- 1923 – 1200
- 1924 – 2400
- 1925 – 5000
- 1926 – 6000
- 1927 – 8000
- 1928 – 10 000
- 1929 – 13 000
- 1930 – 26 000
- 1931 – 63 700
- 1932 – 107 956
- 1933 – 2 292 041
- 1934 – 3 577 565
- 1935 – 3 943 303
- 1936 – 5 437 601
- 1937 – 5 879 955
- 1938 – 7 031 226
- 1939 – 7 728 259

## Przywództwo
Dowódcy młodzieży (Jugendführer):
- Adolf Lenk 1922–1923
- Kurt Gruber 1926–1931

Dowódcy młodzieży Rzeszy (Reichsjugendführer):
- Baldur von Schirach 1931–1940
- Artur Axmann 1940–1945

## Jednostki Hitlerjugend
- Kameradschaft (drużyna) – 10 do 15 chłopców;
- Schar (zastęp) – 3 do 5 kameradschaftów, 40 do 50 chłopców;
- Gefolgschaft (hufiec) – 3 do 5 zastępów, 150 do 160 chłopców;
- Unterbann, od 1940 Stamm (szczep) – 3 do 5 hufców, 600 do 800 chłopców;
- Bann – 4 do 8 szczepów, 3000 do 6000 chłopców;
- Gebiet (obszar) – 10 do 30 bannów, 100 000 do 150 000 chłopców;
- Obergebiet (region) – 4 do 7 gebietów, 500 000 do 750 000 chłopców.

## Stopnie w Hitlerjugend

Kalki używane na hełmach HJ

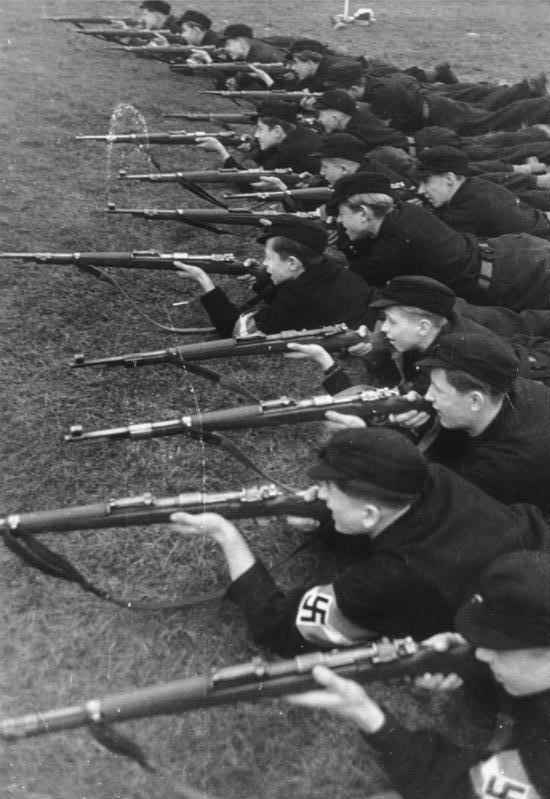
Szkolenie strzeleckie Hitlerjugend, 1943

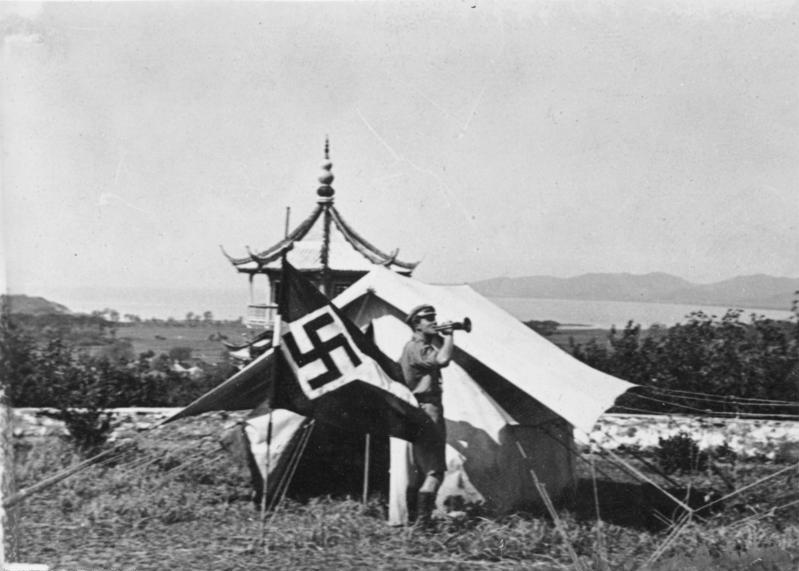
Obóz Hitlerjugend w Chinach, 1935

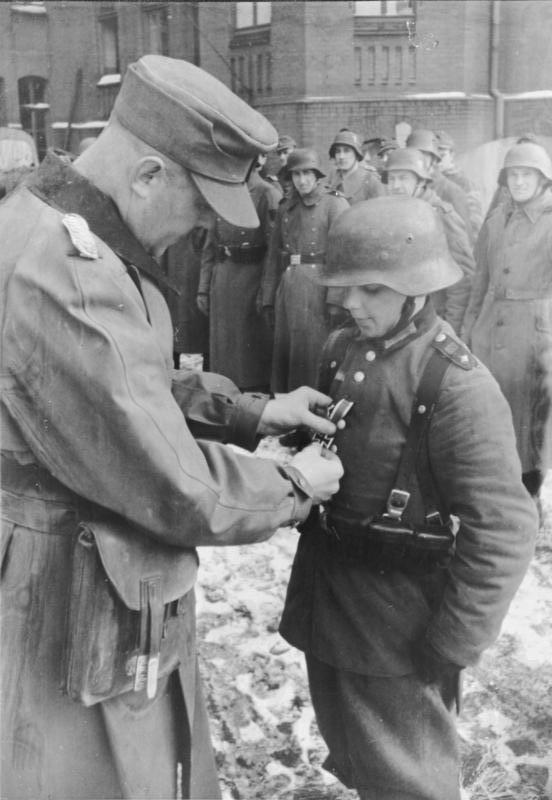
16-letni żołnierz Hitlerjugend Willi Hübner dekorowany Krzyżem Żelaznym, marzec 1945 w mieście Lauban, obecnie Lubań na Dolnym Śląsku.

## Stopnie w Hitlerjugend[12]
Hitlerjungen
| Nazwa stopnia | Oznaczenie |
| ------------- | ---------- |
| Hitlerjunge   |            |

Führerschaft
| Nazwa stopnia            | Oznaczenie |
| ------------------------ | ---------- |
| Rottenführer             |            |
| Oberrottenführer         |            |
| Kameradschaftsführer     |            |
| Oberkameradschaftsführer |            |
| Scharführer              |            |
| Oberscharführer          |            |

Höhere Führerschaft
| Nazwa stopnia            | Oznaczenie |
| ------------------------ | ---------- |
| Gefolgschaftsführer      |            |
| Obergefolgschaftsführer  |            |
| Hauptgefolgschaftsführer |            |

Führerkorps
| Nazwa stopnia   | Oznaczenie |
| --------------- | ---------- |
| Stammführer     |            |
| Oberstammführer |            |
| Bannführer      |            |
| Oberbannführer  |            |

Höheres Führerkorps
| Nazwa stopnia     | Oznaczenie |
| ----------------- | ---------- |
| Hauptbannführer   |            |
| Gebietsführer     |            |
| Obergebietsführer |            |
| Stabsführer       |            |

Reichsjugendführer
| Nazwa stopnia      | Oznaczenie |
| ------------------ | ---------- |
| Reichsjugendführer |            |